# Albert von Kölliker
Rudolph Albert von Kölliker, švicarski biolog, zoolog in pedagog, * 6. julij 1817, Zürich, † 2. november 1905, Würzburg.
Najbolj je znan zaradi svojih dosežkov na področju zoologije.